# Amelora cryphia
Amelora cryphia là một loài bướm đêm trong họ Geometridae.